# Erythrocera palawana
Erythrocera palawana är en tvåvingeart som beskrevs av Dear och Crosskey 1982. Erythrocera palawana ingår i släktet Erythrocera och familjen parasitflugor.
Artens utbredningsområde är Filippinerna. Inga underarter finns listade i Catalogue of Life.